# Dongmoa silvestrii
Dongmoa silvestrii is een hooiwagen uit de familie Podoctidae.